# ام‌اس‌سی پوزیا
ام‌اس‌سی پوزیا (به انگلیسی: MSC Poesia) یک کشتی است که طول آن ۹۶۳٫۹ فوت (۲۹۳٫۸۰ متر) می‌باشد.